# Миен (остров)
Миен (англ. Meighen Island) — остров Канадского Арктического архипелага. Также входит в группу Острова Королевы Елизаветы и в группу Острова Свердруп. В настоящее время остров необитаем (2012).

## География

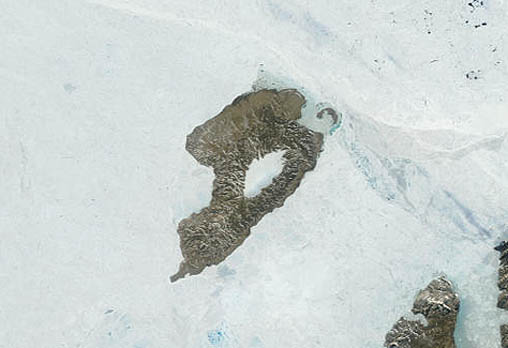
Остров Миен. Аэрокосмический снимок NASA

Площадь острова составляет 955 км². Длина береговой линии 188 км. Длина острова составляет 57 км (с севера на юг), ширина колеблется от 14 км на юге до 26 км на севере. Как и на многих других островах архипелага рельеф острова представляет из себя низкое, слегка волнистое плато высотой менее 80 метров.
Отличительной особенностью острова является наличие ледяной шапки, которая расположена на расстоянии 5 км от восточного побережья. Шапка имеет овальную форму, 17,5 км в длину (с севера на юг) и 8,5 км в ширину (с востока на запад). Максимальная толщина льда составляет 120 метров, максимальная высота над уровнем моря — 260 метров.
Остров Миен расположен в северо-западной части Канадского Арктического архипелага. Пролив Свердруп отделяет остров от лежащего в 41 км к востоку острова Аксель-Хейберг, а пролив Пири — от расположенного в 88 км к юго-западу острова Эллеф-Рингнес. Западный и северный берега омываются водами Северного Ледовитого океана.

## История
Открыт 15 июня 1916 года Вильялмуром Стефансоном во время Канадской арктической экспедиции. Назван в честь Артура Мейена, премьер-министра Канады в 1920—1921 и 1926 годах.